# コアッツェ
コアッツェ（伊: Coazze）は、イタリア共和国ピエモンテ州トリノ県にある、人口約3,100人の基礎自治体（コムーネ）。

## 地理

### 位置・広がり

#### 隣接コムーネ
隣接するコムーネは以下の通り。
- キウーザ・ディ・サン・ミケーレ
- ジャヴェーノ
- ペローザ・アルジェンティーナ
- ローウレ
- サン・ジョーリオ・ディ・スーザ
- サンタントニーノ・ディ・スーザ
- ヴァイエ
- ヴァルジョーイエ
- ヴィッラール・フォッキアルド

## 行政

### 分離集落
コアッツェには、以下の分離集落（フラツィオーネ）がある。
- Benna, Bosio, Brunetti, Cervelli, Dirotto-Sangonetto, Ferria, Forno, Indiritto, Marini, Marone, Oliva, Rosa, Rosseria, Selvaggio, Tiglietto, Toni

## 姉妹都市
- Decazeville、フランス